# Bruno Sartori
Bruno Sartori (Vicenza, 13 ottobre 1911 – San Vendemiano, 8 dicembre 1995) è stato un aviatore italiano dell'Aeronautica Militare con il grado di maresciallo.

## Biografia

### I primi anni
Bruno Sartori, classe 1911, nasce a Vicenza, dove abita con i genitori ed il fratello Marcello, in via S.Faustino. Studia in seminario dove si diploma geometra, mentre il fratello preferisce la carriera impiegatizia. Riesce a realizzare il suo sogno più grande, l'amore per il volo, presentandosi volontario in Aeronautica Militare: è uno dei primi a superare gli accurati esami richiesti, fisici, di equilibrio, vista e dentatura perfetta.

### Carriera militare
Il 27 settembre 1935 viene assegnato all'aeroporto di Gorizia nel IX Gruppo C.T. come Pilota da caccia. Nella primavera del 1935, nel periodo della moltiplicazione degli Stormi, la 97ª Squadriglia del 4º Stormo di Gorizia è trasferita per sorteggio al 6º Stormo con sede a Campoformido.
Quel giorno era ospite del Circolo ufficiali, il celebre pittore caricaturista e ritrattista degli anni trenta Nino Za (Giuseppe Zanini), al quale viene chiesto di disegnare in loco il distintivo scelto per questa nuova unità, e la scelta fu unanime per creare l'immagine grintosa di un diavolo aggressivo e ghignante, riprodotto poi in migliaia di copie: il leggendario 'diavolo rosso'.
Il disegno di Nino Za divenne così lo stemma del 6º Stormo, costituito presso l'aeroporto di Campoformido (UD) il 5 gennaio 1936 con uomini provenienti dal 1º e 4º Stormo, ed ancora operativo. Non a caso allo Stormo venne dato l'eloquente soprannome "Diavoli rossi".

### La Guerra di Spagna
Tra il maggio e il luglio 1937, il pilota Sartori, nel cielo di Spagna, durante l'omonima Guerra, inizialmente assegnato alla 2ª Squadriglia Caccia, viene successivamente trasferito alla 5ª e infine alla 25ª per cambio di numerazione di reparto. Nel corso del periodo trascorso in Spagna compie un'azione di eccezionale abilità, coraggio e perizia, affrontando da solo il combattimento aereo contro cinque caccia nemici. Grazie alla sua esperienza di pilota acrobatico, nonostante l'aereo si riempia dei buchi causati dai proiettili che lo colpivano, riesce ad abbatterne tre, ne fa fumare un quarto mentre il quinto riesce a scappare.
Quale ricompensa per l'eroismo dimostrato per l'azione svolta nel Cielo di Spagna, il 3 dicembre 1938 gli verrà conferita dal Ministero dell'Aeronautica S.M. II Re d'Italia – Imperatore d'Etiopia la Medaglia d'Argento al Valor militare. Il 12 agosto 1937 viene rimpatriato per avvicendamento.

### La Squadriglia Acrobatica
Il 5 giugno 1938, il pilota da caccia Bruno Sartori è Capo Pattuglia della Squadra Acrobatica delle allora Frecce Tricolori, insieme alle quali inaugura l'apertura dell'aeroporto Forlanini di Milano.

### Collaudatore di velivoli
Negli anni successivi al 1941, Bruno Sartori lavora a Caselle (TO), Albenga, Napoli e Aviano con la qualifica di pilota Collaudatore. Il 14 settembre 1946 si trova a Savigliano (TO), dove lavora presso le omonime Officine del reparto Aeronautico in qualità di Pilota Collaudatore di Aeroplani. Collauda molti nuovi velivoli: da caccia, da ricognizione, da bombardamento e da trasporto.
Come viene precisato nel documento di congedo dal lavoro presso le officine di Savigliano, egli svolgeva il proprio incarico "con una perizia e serietà tali da evitare sempre qualsiasi incidente sia a terra che in volo".
Sarà chiamato a collaudare anche i nuovi aerei Stukas tedeschi.

### Dopo la seconda guerra mondiale

Bruno Sartori in una fototessera del 1946

Al termine del Secondo Conflitto Mondiale, Bruno Sartori lascia le officine di Savigliano a causa della distruzione del Reparto Aeronautico avvenuta in seguito ad azione bellica e viene invitato in Venezuela con la prospettiva di essere assunto come pilota civile. Non concretizzandosi, purtroppo, il progetto promesso, decide di trattenersi ugualmente sul posto, adattandosi a lavorare come geometra per una compagnia statunitense per tracciare le strade nelle foreste dello Stato. 
Rientra definitivamente in Italia nel 1965 e ritorna ad abitare nella città di Vicenza, dove, dopo aver preso la Patente da radioamatore si dedica a tale hobby assemblando una Stazione mediante la quale si collega con amici e conoscenti, sparsi per il mondo. Bruno Sartori si diletta per anni ad inviare articoli di attualità pervasi di sottile umorismo, al Corriere della Sera e al Giornale di Vicenza su cui vengono pubblicati.
Nel 1990 incontra il giornalista e scrittore Angelo Emiliani, appassionato di volo e autore di due libri sull'aviazione, che ricorda con queste parole la personalità di Sartori:
Muore l'8 dicembre 1995.

## Riconoscimenti
- Medaglia d'Argento al Valor militare, conferita il 3 dicembre 1938 dal Ministero dell'Aeronautica S.M. II Re d'Italia – Imperatore d'Etiopia, quale ricompensa per l'eroismo dimostrato per l'azione svolta nel Cielo di Spagna.[3]
- Medaglia Commemorativa, conferita il 27 dicembre 1941 per la spedizione in Albania.
- Cavaliere dell'Ordine della Corona d'Italia, onorificenza conferita il 18 dicembre 1943 dal re Vittorio Emanuele III.